# Marsiglio I Pio
Marsiglio I Pio (Carpi, ... – Bologna, 1384) è stato un politico italiano, consignore di Carpi.

## Biografia
Era figlio di Galasso I Pio e di Beatrice da Correggio, e divenne consignore di Carpi con i fratelli.
Venne eletto nel 1364 podestà di Bergamo. Non seguì le parti dei Visconti come il fratello Giberto e nel 1374 si riconcigliò con i guelfi Estensi, che lo investirono di alcuni feudi col patto che appartenessero anche al fratello, qualora fosse passato con la Casa d'Este: questo avvenne nel 1375. Galasso passò a Bologna dove giurò fedeltà agli Estensi.
Morì nel 1384 e, grazie alla forzata esclusione di suo figlio Nolfo dalla successione, la signoria restò allora in esclusivo possesso del fratello Giberto.

## Discendenza
Marsilio ebbe un figlio naturale, Nolfo.

## Ascendenza
|                           |                       |                         | Genitori |  |  | Nonni |  |  | Bisnonni     |  |  | Trisnonni |  |
|                           |                       |                         |          |  |  |       |  |  | Federigo Pio |  |  | …         |  |
|                           |                       |                         |          |  |  |       |  |  | Federigo Pio |  |  | …         |  |
|                           |                       | …                       |          |  |  |       |  |  | Federigo Pio |  |  |           |  |
| Manfredo I Pio            |                       |                         |          |  |  |       |  |  | Federigo Pio |  |  |           |  |
|                           |                       | Agnese da Gorzano       | …        |  |  |       |  |  |              |  |  |           |  |
|                           |                       | Agnese da Gorzano       | …        |  |  |       |  |  |              |  |  |           |  |
|                           |                       | Agnese da Gorzano       | …        |  |  |       |  |  |              |  |  |           |  |
| Galasso I Pio             |                       | Agnese da Gorzano       |          |  |  |       |  |  |              |  |  |           |  |
|                           |                       | …                       | …        |  |  |       |  |  |              |  |  |           |  |
|                           |                       | …                       | …        |  |  |       |  |  |              |  |  |           |  |
|                           |                       | …                       | …        |  |  |       |  |  |              |  |  |           |  |
| Fiandrina de' Bocchi      |                       | …                       |          |  |  |       |  |  |              |  |  |           |  |
|                           |                       | …                       | …        |  |  |       |  |  |              |  |  |           |  |
|                           |                       | …                       | …        |  |  |       |  |  |              |  |  |           |  |
|                           |                       | …                       | …        |  |  |       |  |  |              |  |  |           |  |
| Marsiglio I Pio di Savoia |                       | …                       |          |  |  |       |  |  |              |  |  |           |  |
|                           | Guido II da Correggio | Gherardo V da Correggio |          |  |  |       |  |  |              |  |  |           |  |
|                           | Guido II da Correggio | Gherardo V da Correggio |          |  |  |       |  |  |              |  |  |           |  |
|                           | Guido II da Correggio | Adelasia Rossi          |          |  |  |       |  |  |              |  |  |           |  |
| Giberto III da Correggio  | Guido II da Correggio |                         |          |  |  |       |  |  |              |  |  |           |  |
|                           |                       | Mabilia della Gente     | …        |  |  |       |  |  |              |  |  |           |  |
|                           |                       | Mabilia della Gente     | …        |  |  |       |  |  |              |  |  |           |  |
|                           |                       | Mabilia della Gente     | …        |  |  |       |  |  |              |  |  |           |  |
| Beatrice da Correggio     |                       | Mabilia della Gente     |          |  |  |       |  |  |              |  |  |           |  |
|                           |                       | Malaspina Mulazzo       | …        |  |  |       |  |  |              |  |  |           |  |
|                           |                       | Malaspina Mulazzo       | …        |  |  |       |  |  |              |  |  |           |  |
|                           |                       | Malaspina Mulazzo       | …        |  |  |       |  |  |              |  |  |           |  |
| Elena Malaspina           |                       | Malaspina Mulazzo       |          |  |  |       |  |  |              |  |  |           |  |
|                           |                       | …                       | …        |  |  |       |  |  |              |  |  |           |  |
|                           |                       | …                       | …        |  |  |       |  |  |              |  |  |           |  |
|                           |                       | …                       | …        |  |  |       |  |  |              |  |  |           |  |
|                           |                       | …                       |          |  |  |       |  |  |              |  |  |           |  |